# Carmiano
Carmiano là một đô thị và thị xã của Ý. Đô thị này thuộc tỉnh Lecce trong vùng Apulia. Carmiano có diện tích km2, dân số theo ước tính năm 2005 của Viện thống kê quốc gia Ý là 12.309 người. 
Các đơn vị dân cư:
Đô thị Carmiano giáp với các đô thị: